# スルホン酸エステル

スルホン酸エステル

スルホン酸エステル（Sulfonic ester）は、スルホン酸のエステルである。一般式RSO2OR'のエステルである。
このカテゴリーの化合物は、通常のカルボン酸エステルの名前の付け方と同様に命名される。例えば、R基がトリフルオロメチル基で、R'基がメチル基の場合、トリフルオロメタンスルホン酸メチルとなる。
スルホン酸エステルは有機合成の試薬として使用されるが、その理由はRSO3-基が良好な脱離基であること、特にRが電子吸引性である場合にはその効果が大きいことが挙げられる。例えば、トリフルオロメタンスルホン酸メチルは強力なメチル化試薬である。
環状スルホン酸エステルはスルトンと呼ばれる。